# إينزو فيراريو
اينزو فيراريو (بالإسبانية: Enzo Ferrario)‏ هو لاعب كرة قدم تشيلي، ولد في 3 مارس 2000 في شيكاغو في الولايات المتحدة.